# Ceratoteka
Ceratoteka (lat. Ceratotheca), nekadašnji manji biljni rod mirisnog dvogodišnjeg raslinja iz porodice sezamovki (Pedaliaceae). Danas se vodi kao sinonim za rod Sesamum L. Vrste uključivane u njega raširene su po mnogim afričkim državama, a vrsta Ceratotheca triloba unešena je i u Floridu. 
Opisao ga je Endlicher 1832. sa pet priznatih vrsta.

## Sinonimi
- Ceratotheca elliptica Schinz = Sesamum integribracteatum (Engl.) Byng & Christenh.
- Ceratotheca integribracteata Engl. = Sesamum integribracteatum (Engl.) Byng & Christenh.
- Ceratotheca integribracteata subsp. elliptica (Schinz) Ihlenf. = Sesamum integribracteatum (Engl.) Byng & Christenh.
- Ceratotheca lamiifolia (Engl.) Engl. = Sesamum trilobum (Bernh.) Byng & Christenh.
- Ceratotheca melanosperma Hochst. ex Bernh. = Sesamum sesamoides (Endl.) Byng & Christenh.
- Ceratotheca reniformis J. Abels = Sesamum reniforme (Abels) Byng & Christenh.
- Ceratotheca saxicola E. A. Bruce = Sesamum saxicola (E. A. Bruce) Byng & Christenh.
- Ceratotheca sesamoides Endl. = Sesamum sesamoides (Endl.) Byng & Christenh.
- Ceratotheca triloba (Bernh.) Hook. fil. = Sesamum trilobum (Bernh.) Byng & Christenh.
- Ceratotheca vanderystii De Wild. = Sesamum integribracteatum (Engl.) Byng & Christenh.